# 블랑카 로메로
블랑카 로메로(Blanca Romero, 1976년 5월 2일 ~ )는 스페인의 배우, 모델, 가수이다.